# Chika Hirao
Chika Hirao (平尾 知佳 Hirao Chika?), född 31 december 1996, är en japansk fotbollsspelare som spelar för Albirex Niigata.
Hirao har spelat två landskamper för det japanska landslaget.